# Russello (grano)

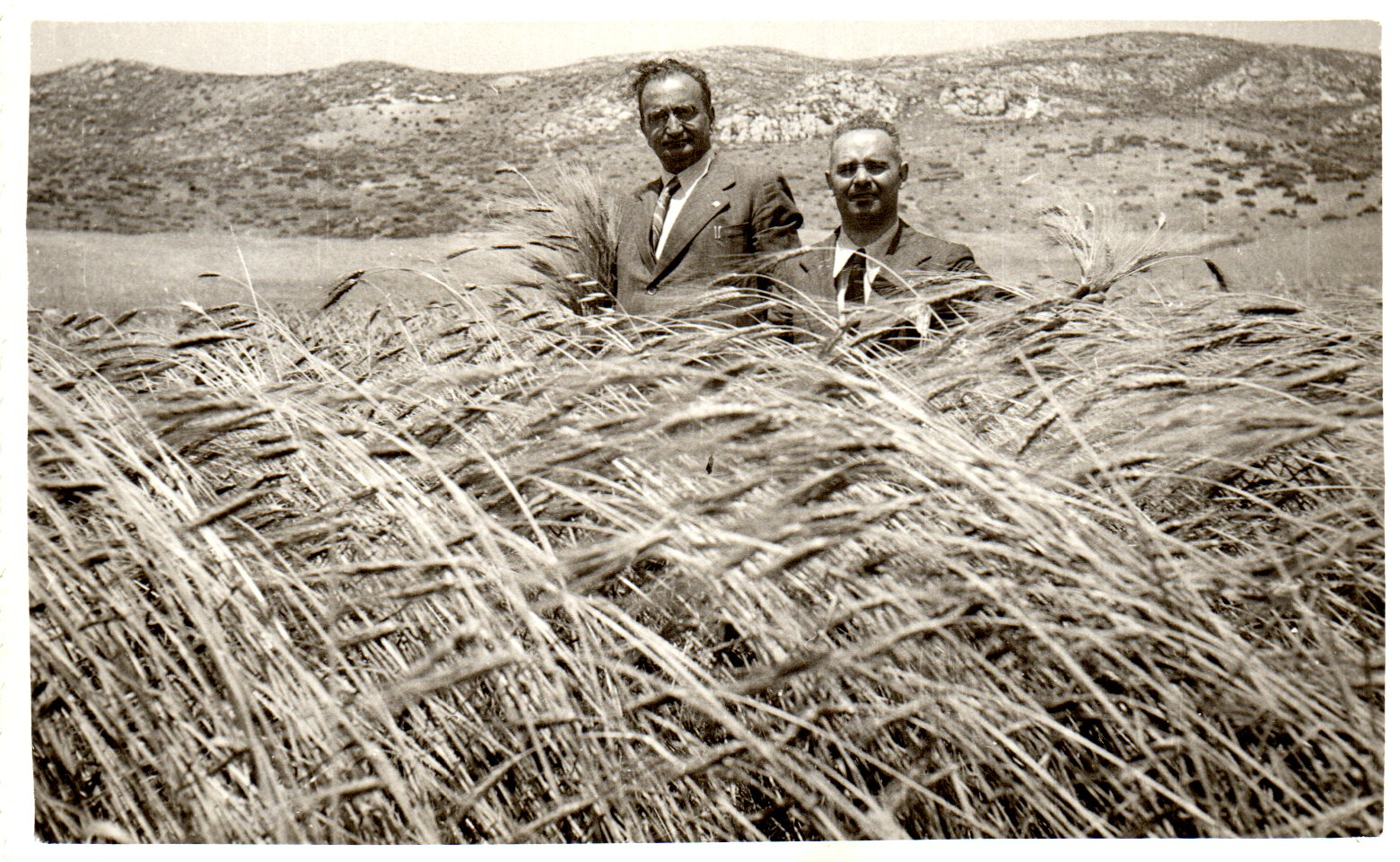
Grano russello coltivato nell'entroterra siciliano, grano dal portamento alto

Il grano russello o grano rossello o ruscio o russieddru (a Delia): è una delle 32 cultivar di frumento duro (Triticum durum var. hordeiforme) fa parte del gruppo dei tetraploidi in quanto possiede 28 cromosomi), tipico dell'entroterra siciliano coltivato soprattutto nelle zone di Agrigento, Caltanissetta, Palermo, Ragusa e Trapani.
La spiga del russello è tendente al rosso, da cui il nome, e ha un fusto alto; le sue farine, con poca acqua, permettono la produzione di pani a pasta dura, capaci di durare molti giorni.

## Storia
Il russello è una delle 52 varietà di grano siciliano.
Secondo il genetista Francesco D'Amato questo grano potrebbe derivare da un grano russo il Taganrog; questa ipotesi però sembra non essere supportata da prove certe. Esso pare diffuso nei Balcani, nella Russia sud-occidentale, nell'Anatolia e successivamente negli USA nel Nord Dakota.
Oggi è coltivato in Sicilia soprattutto in provincia di Ragusa per essere prevalentemente destinato alla produzione di farine per la produzione del pane locale. Nell’area iblea (provincia orientale di Ragusa, Siracusa e Catania), il “Russello” veniva spesso confuso con la varietà autoctona “Ruscìa”; della quale si conosce una variante fenotipica conosciuta come Manto di Maria. È noto, infatti, che ci sono due diversi tipi di "Russello" sparsi in tutta la Sicilia, che differiscono per importanti tratti associati all'adattamento e alla qualità del glutine.
È una varietà a media precocità di semina e a maturazione tardiva,  molto diffusa in Sicilia prima della seconda guerra mondiale. Esso non richiede grandi quantità di azoto rispetto a cultivar più moderne e produttive.
Paradossalmente la coltivazione di questa varietà tipica siciliana non permette l'accesso ai contributi della comunità europea.
Nel Registro delle Varietà Vegetali del Ministero dell'agricoltura, della sovranità alimentare e delle foreste, il russello ha come nomi sinonimi: Tangarò, Tangarog, Russulidda, Preziosa, Rossetta, Russia, Sammartinara rossa, Gigante rosso, Urrulìa, Priziusa, Riga.

## Caratteristiche

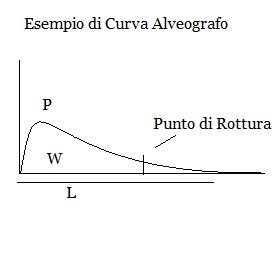
Curva alveografica tipo

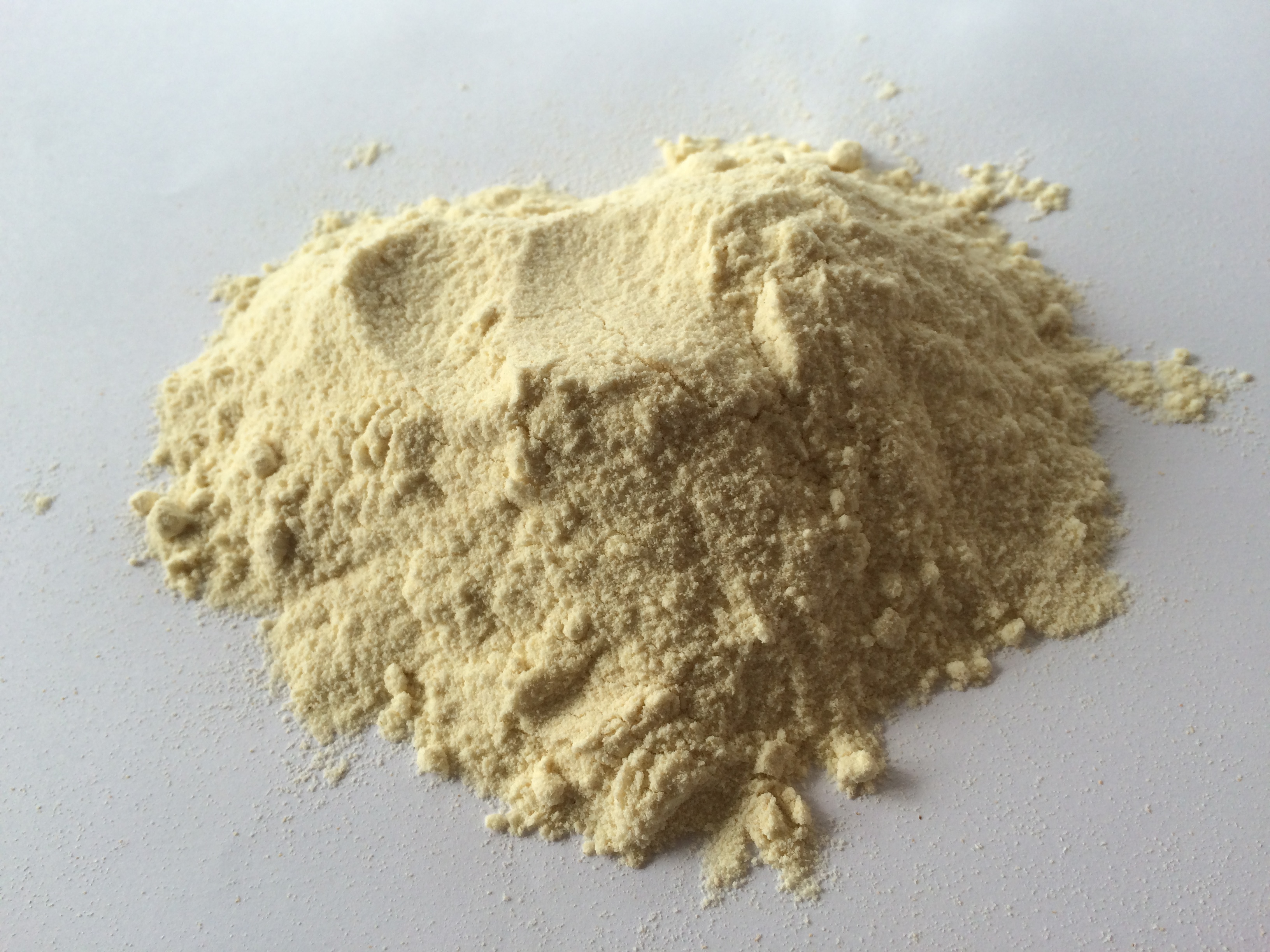
Farina di grano Russello

Triticum durum var. hordeiforme presenta foglie verde scuro, glabre, a margini scabri. Paglia gialla scura, rigida e tenace. La sua spiga è fusiforme sul profilo e oblunga sulla faccia, le reste di media lunghezza e di colore rosso giallastro. Cariosside ambra, lunga, più o meno gibbosa; embrione grande, pennello esteso e corto. Triticum durum var. hordeiforme è mediamente produttivo; fioritura e maturazione a ciclo medio. È resistente alla stretta e mediamente resistente all'allettamento, al mal del piede, al carbone e alle ruggini.
La caratteristica colorazione del seme è codificata geneticamente dal gene Rg1 sul cromosoma 1B.
La spiga, fusiforme semi densa, è molto fragile; la meccanizzazione comporta dispersione di semi sul terreno. 
L'altezza della spiga è circa un metro e mezzo o più cosa che non favorisce le infestanti, ma la rende facile all'allettamento, con la granella più grande del doppio rispetto ad un grano moderno. La cariosside è lunga, più o meno gibbosa con una struttura vitrea.
Secondo ricerche il Russello coltivato tra i due distretti di Palermo e Agrigento ha caratteristiche distinte rispetto a quello coltivato nell'area iblea, dove è anche indicato come Ruscìa con la variante fenotipica Manto di Maria.
Inoltre, sembra che «come riferito da Taranto che gli individui appartenenti alle popolazioni R1-3-5 si raggruppavano con “Ruscìa”, mentre gli individui presi dalle popolazioni R2-4 erano più simili all'antica varietà Taganrog, da cui Russello potrebbe aver avuto origine».
Questa cultivar non è molto produttiva con una resa di 20 q per ettaro, circa il 50% meno delle cultivar più moderne, ma è resistente alla ruggine del grano, al mal del piede (Ophiobolus graminis) ed al carbone (Ustilago tritici); richiede poco concime azotato e non favorisce lo sviluppo delle erbe infestanti a causa della semina tardiva e della sua notevole altezza, che provocano una radiazione solare più bassa sul suolo.

La raccolta meccanizzata presenta problemi per l'altezza del fusto e la grandezza dei semi, inoltre la produzione della paglia supera del 50% quella del seme.
È il grano più antico dell'isola insieme al Timilia o tummulia, ed esso; ha una cariosside color ambra vitrea, molto lunga. La pianta presenta forti radici adatte anche a suoli poco profondi, ed ha una produzione ridotta.

### Farine
Le sue farine possiedono un alto indice di glutine pari a 86,4%, con un buon indice W alveografico (intorno ai 150 J x 10−4) con un rapporto tenacità ed estensibilità a favore del primo. Queste farine consentono la produzione di pane mediamente poroso (alveoli) e con un elevato indice di rosso (colorazione della crosta), tipico del pane a pasta dura.
Le sue farine possiedono un valore di forza medio ed hanno una bassa igroscopicità con valori compresi intorno al 58 %.
Le proteine contenute nelle sue farine sono pari al 12-14 % e il glutine è pari a 10,5 %.
I pani prodotti con questa farina sono leggermente profumati di erbe.